# Stefan Knapp

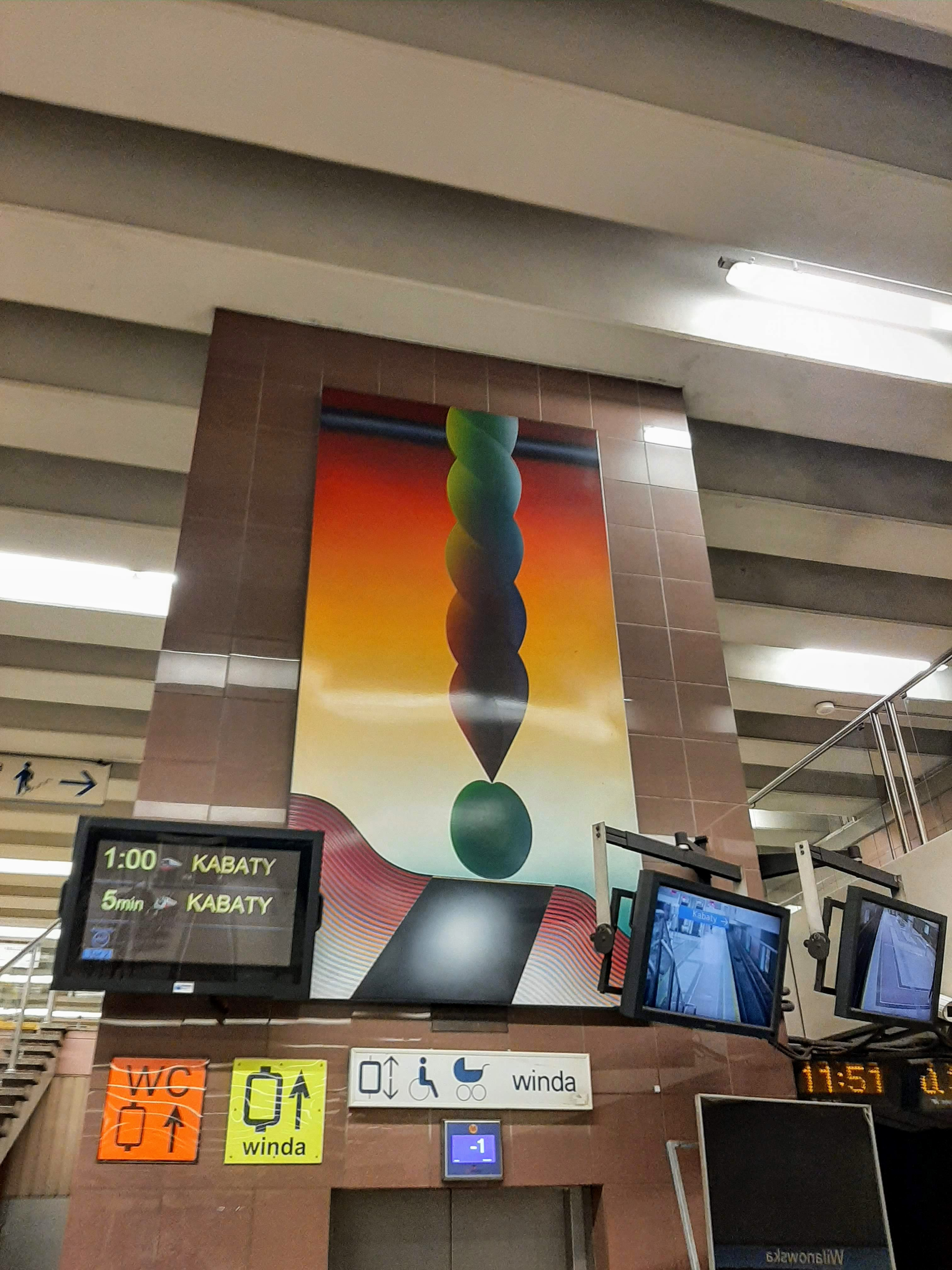
Obraz na stacji metra Wilanowska w Warszawie

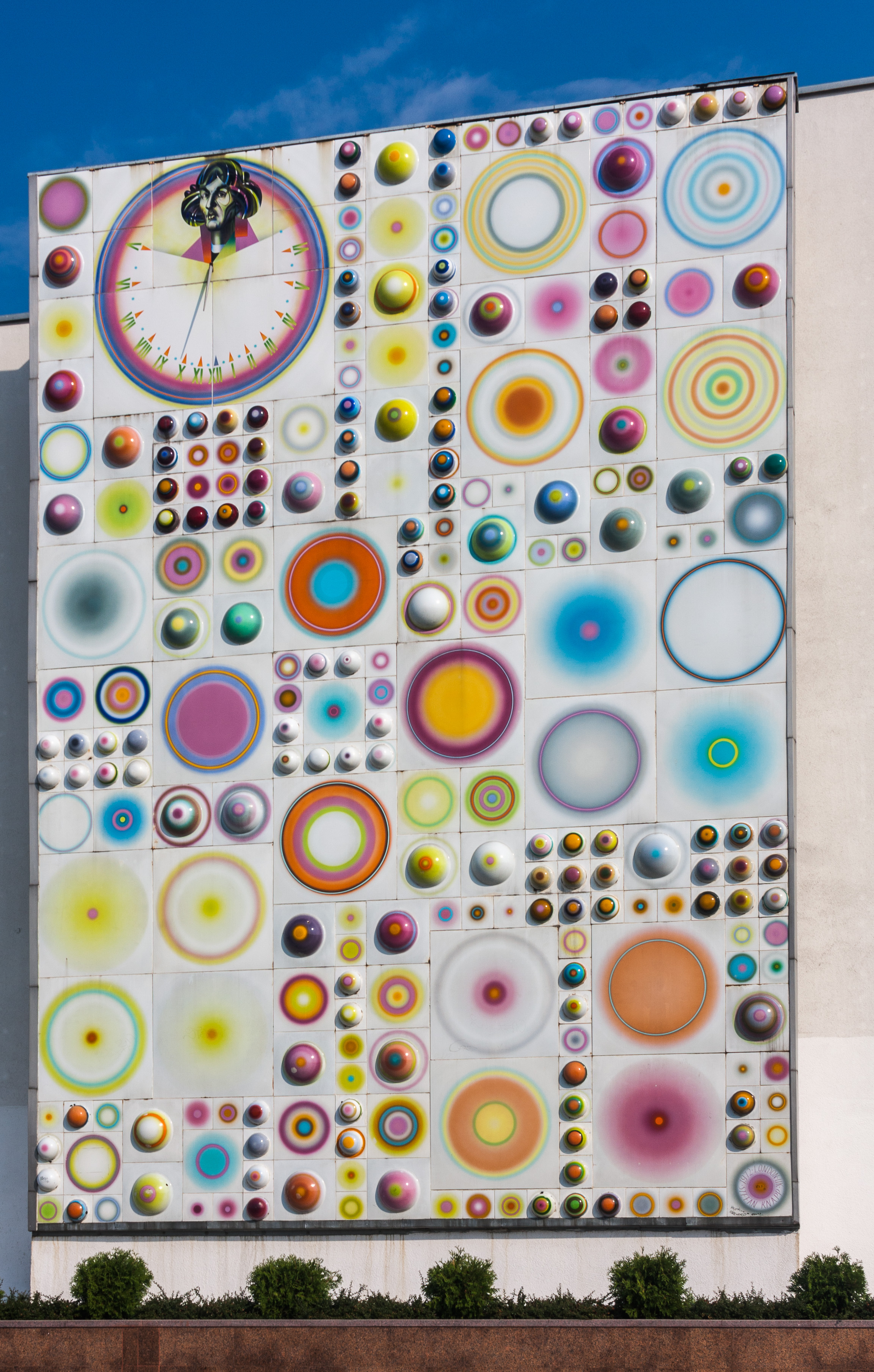
Mozaika autorstwa Stefana Knappa na ścianie Auli Uniwersyteckiej w Toruniu

Stefan Knapp (ur. 11 lipca 1921 w Biłgoraju, zm. 13 października 1996 w Sandhills) – polski malarz, rzeźbiarz, dekorator.

## Życiorys

### Dzieciństwo i edukacja
Urodził się 11 lipca 1921 roku w Biłgoraju jako Stefan Knap, w średniozamożnej rodzinie mieszczańskiej. Jego rodzicami byli Antoni i Julia Knapowie. Jako dziecko interesował się cmentarzami. Jako dziecko przejawiał zdolności artystyczne. Uczęszczał do średniej szkoły technicznej we Lwowie. Ze względu na biedę w rodzinie Knapów, Stefan nie został wysłany do szkoły artystycznej.

### II wojna światowa
Edukację w technikum przerwał wybuch II wojny światowej. W 1940 roku został pojmany podczas łapanki ulicznej. Trafił do więzienia Brygidki, stamtąd został przeniesiony do więzienia w Charkowie. Oskarżony o „skażenie umysłu ideami kapitalistycznymi” został skazany na pięć lat pracy reedukacyjnej w głębi Związku Radzieckiego.
Rok spędził w budowanym obozie pracy w Archangielsku. Na mocy układu Sikorski-Majski w 1941 roku został zwolniony z więzienia. Wstąpił do Armii Andersa, skąd przez Bliski Wschód i Afrykę dotarł do Wielkiej Brytanii. W Glasgow ukończył kurs pilotażu, po ukończeniu którego trafił do Dywizjonu 318. Nad Monte Cassino uczestniczył w realizacji zadań rozpoznawczych. W Dywizjonie był do jego rozwiązania w 1946 roku. Będąc w wojsku rysował portrety swoich kolegów z Dywizjonu. Podczas wojny przyjął nazwisko Knapp.
Po zakończeniu wojny borykał się z problemami psychicznymi. Działalność artystyczną traktował jako formę terapii.

### Działalność artystyczna
Studiował w londyńskim Central School of Arts and Crafts, później przeniósł się do The Slade School of Fine Arts. Szkołę tę ukończył w 1950 roku.
Początkowo reprezentował ekspresjonizm. Jego pierwsze prace nawiązały do jego przeżyć wojennych. W I poł. lat 50. zaczął eksperymentować z emaliowanym metalem. Jego metoda polegała na pokrywaniu blach ze stali porcelanowym gruntem. Następnie nanosił na nie sproszkowane szkło o różnych kolorach. Nie wiadomo, dlaczego Knapp zainteresował się tą techniką. Malując używał miękkiej kulki na patku, zanurzonej w misce z emalią.
Pierwsze prace w technice emalii zaprezentował w Hanover Gallery w Londynie w 1954 roku. Wystawa otrzymała pozytywne recenzje. W 1958 roku prace Knappa zaprezentowano na łamach The Bulletin of the Museum of Modern Art.
W 1959 roku wykonał kompozycję na lotnisku Londyn-Heathrow. Dzieło przedstawia w symboliczny sposób bitwę o Anglię. Praca charakteryzuje się ekspresją i wrażliwością na barwę.
W 1961 roku na zlecenie właściciela sieci Alexander’s George’a Farkasa stworzył kompozycję dla centrum handlowego Alexander’s w Paramus. W momencie odsłonięcia był to jeden z największych murali na świecie. Według lokalnej legendy miejskiej mural Knappa służył jako punkt orientacyjny dla samolotów lecących w stronę lotniska Trans World Airlines (ob. port lotniczy Johna F. Kennedy’ego). W następnych latach Knapp stworzył kompozycje dla innych sklepów Alexander’s (m.in. w Valley Stream i na Manhattanie). W kompozycji w sklepie na Manhattanie po raz pierwszy wykorzystał motyw form półkulistych. Według anegdoty, w 1973 roku Farkas początkowo zlecił zamówienie na mural Salvadarowi Dalíemu. Jako, że kompozycja w Paramus zaczęła cieszyć się dużą popularnością, Farkas chciał zatrudnić Knappa jako głównego projektanta kompozycji, a Dalíemu powierzyć stanowisko asystenta. Niezadowolony Dalí zrezygnował z oferty, przez co Farkas miał powierzyć całe zlecenie Knappowi.
W 1962 roku Knapp odwiedził Polskę, po raz pierwszy od wywózki w głąb ZSRR w 1940 roku. Od tego momentu regularnie bywał w kraju. Przez pierwsze lata nie podejmował się działalności artystycznej w Polsce. Pierwszym jego zamówieniem w Polsce było wykonanie barwnego panneau na fasadzie Auli Uniwersyteckiej w Toruniu. Budowa auli oraz wykonanie panneau stanowiło jeden z elementów obchodów Roku Kopernikańskiego, podczas którego oddano do użytku Kampus Uniwersytetu Mikołaja Kopernika. Kompozycję odsłonięto 5 lutego 1973 roku. Liczy ona 255 kwadratowych elementów o różnej wielkości. W jednym z dużych kwadratów Knapp umieścił zegar słoneczny z wizerunkiem Mikołaja Kopernika. Kompozycja Knappa wzbudza kontrowersje. Krytykowany jest poziom artystyczny panneau. Dzieło to jest jednym z nielicznych dzieł artystów z Zachodu w przestrzeni Polski Ludowej.
W 1973 roku wykonał kilka replik portretu Mikołaja Kopernika. Prawdopodobnie powstało siedem replik. Jedna z replik trafiła do foyer auli Uniwersytetu Mikołaja Kopernika, skąd w 2013 roku została skradziona, a następnie prawdopodobnie sprzedana na złom. Inna trafiła do I Liceum Ogólnokształcącego im. ONZ w Biłgoraju, kolejna mieści się w Olsztynie. Nie wiadomo, dokąd trafiły pozostałe cztery.
1974 roku wykonał kompozycję dla planetarium w Olsztynie. W 1986 roku stworzył mural na elewacji Grabowski Gallery w Londynie oraz kompozycje na stacjach warszawskiego metra Wilanowska i Pole Mokotowskie. Stworzył również dekoracje plastyczne w lotniskach w Paryżu i Tokio, w biurze Organizacji Narodów Zjednoczonych w Genewie.
Wystawiał swoje prace m.in. w londyńskich Victoria and Albert Museum i Tate Gallery, nowojorskim Museum of Modern Art, warszawskiej Zachęcie (w 1974), Muzeach Watykańskich.
Zmarł na zawał serca 12 października 1996 roku w Sandhills w hrabstwie Surrey. Ożenił się z Cathy Evans. Małżeństwo miało dwóch synów: Rory’ego i Ivana. Został pochowany w Witley w pobliżu Godalming.

## Upamiętnienia
- Po jego śmierci Cathy Knapp Evans powołała organizację non-profit Mid Wales Arts Centre, która wspiera początkujących artystów oraz zajmuje się upamiętnieniem Stefana Knappa[24].
- W Biłgoraju znajduje się kilka upamiętnień Stefana Knappa. Jedna z ulic nosi jego imię, w Szkole Podstawowej numer 5 uczniowie tamtejszej szkoły odsłonili mural nawiązujący do twórczości Knappa, a w 2021 roku (z okazji setnej rocznicy urodzin artysty) w Muzeum Ziemi Biłgorajskiej zorganizowano wystawę Stefan Knapp 1921–2021[25].
- W 2014 roku amerykański zespół rockowy Real Estate wydał album pt. Atlas, na którym znalazł się wizerunek muralu z Paramus[24].